# Psyclon Nine
Psyclon Nine est un groupe de musique américain, originaire de San Francisco, en Californie. Bien que leurs premières productions sont généralement classées comme de l'aggrotech, leur plus récente a intégré un ensemble disparate d'influences, notamment du black metal, mais la production reste raisonnablement dans le cadre de la musique industrielle.
Le groupe se met en pause en 2010, mais revient sur scène en octobre 2011 à New York et publie son dernier album Order of the Shadow: Act 1 en 2013. Après le départ de Rotny Ford et Jon Siren en mars 2014, Nero Bellum annonce une série de concerts avant de mettre définitivement un terme au groupe. Les membres live Dorian Starchild (guitare), Brent Ashley (basse), et Kriz Dk (batterie) se joignent à Psyclon Nine pour leurs dernières performances.
Le 13 avril 2015, Psyclon Nine crée une nouvelle page Facebook et annonce une performance à Los Angeles, le 2 mai 2015.

## Biographie

### Débuts (1999–2003)
Psyclon Nine est formé en 1999 lorsque Nero Bellum (sous le nom de Marshall Carnage) et Josef Heresy commencent à travailler sur un projet à vocation industrielle utilisant des guitares, intitulé Defkon Sodomy, et influencé par des groupes comme KMFDM et Ministry.  Quand le projet est devenu plus concret, il s'est tourné vers l'aggrotech, influencé par des albums comme Mindstrip de Suicide Commando. Ils effectuent deux concerts locaux avec quelque succès. Le deuxième show (et le premier sous le nom de Psyclon Nine) s'est déroulé dans le cadre d'un petit festival avec, en tête d'affiche, See Colin Slash, dont le leader, Eric Gottesman, est recruté par le groupe comme troisième membre.

### Divine Infekt(2003–2004)
Après s'être construit une solide réputation au niveau local une démo de trois chansons et un certain nombre de concerts notoirement violents, Nero rencontre Marco Gruhn, cofondateur du label NoiTekk, à un concert de Grendel à San Francisco et le persuade de signer le groupe.
Le premier album, Divine Infekt, enregistré peu de temps après, est produit par Da5id Din de Informatik, un autre groupe d'EBM connu de la scène locale. Le titre éponyme a été remixé par Tactical Sekt. L'album a été publié en 2003 et est bien accueilli par les amateurs d'aggrotech, malgré de nombreuses critiques. Le groupe fait une tournée aux États-Unis et en Europe, jouant notamment avec des groupes comme Dismantled, Nocturne, Feindflug, Aslan Faction et Grendel.

### INRI(2004–2005)
Après plusieurs mois d'écriture, le groupe produit un album complet. La plupart des chansons mettent l'accent sur le christianisme, certaines hostiles à son égard, d'autres faisant un examen de son histoire et de son influence. Le titre de l'album est devenu INRI. 
Le nouvel album est plus varié que Divine Infekt, et comprend plusieurs chansons mettant fortement l'accent sur les guitares avec un son très metal. L'album est publié en avril 2005 sur Metropolis Records aux États-Unis, et sur NoiTekk en Europe.

### Crwn Thy Frnicatr(2005–2008)
En 2006, Psyclon Nine publie son troisième album, intitulé Crwn Thy Frnicatr. S'éloignant encore un peu plus de leur racine EBM, l'album comporte un chant caractéristique du black metal, et même des guitares sur plusieurs morceaux. La plupart des morceaux ont une atmosphère et une texture électronique extrêmement dense, largement inspirée par la technique de Gary Zon sur les deux premiers albums de Dismanteled. La musique de Crwn Thy Frnicatr est exclusivement écrite par Nero, avec, occasionnellement seulement, l'aide d'Eric Gottesman. En 2008, le groupe publie son premier clip de la chanson Parasitic extraite de Crwn Thy Frnicatr, réalisée par Stitch de Mushroomhead.

### We the Fallenet première pause (2008–2010)
Nero Bellum apparait sur la chaîne web NoisescapeTV en 2008 et annonce un album intitulé We the Fallen plus axé EBM avec des éléments de black metal et de dark ambient. À la fin de 2008, la mère de Nero se suicide ce qui repousse l'album pour quelques mois. Nero et Rotny commencent plus tard l'enregistrement de We the Fallen qui fait participer Brandan Schieppati de Bleeding Through, Gary Zon de Dismantled, Jamison Boaz de Epsilon Zero, et Johan van Roy de Suicide Commando. L'album est produit par Jason C. Miller de Godhead et publié le 9 septembre 2009. À la fin de 2009, Psyclon Nine joue en tournée avec Imperative Reaction. Jon Siren de Mankind Is Obsolete devient le nouveau batteur du groupe à plein, et Vlixx Vaden de HellTrash joue du synthétiseur. À cause de nombreux problèmes personnels, Nero basculera dans la drogue, ce qui causera la séparation du groupe.

### Retour etOrder of the Shadow: Act 1(2011–2014)
Le 31 octobre 2011, Psyclon Nine joue son premier concert en deux ans à New York. Psyclon Nine joue quelques dates en 2012.
En 2011, Nero Bellum part en tournée avec Dismantled. Ils se joignent encore à Dismantled en 2012 pour une autre tournée américaine avec Accessory et Cyanide Regime. En mi-2013, Nero Bellum participe à l'album Anathema du groupe de metal extrême et aggrotech Dawn of Ashes. À la fin de 2013, Nero Bellum, Eric Gottsman, et Jon Heresy joue pendant une nuit à San Francisco au DNA Lounge. Ils jouent leur premier album, Divine Infekt, dans son intégralité lors d'un concert spécial dixième anniversaire de l'album. À cette période, Nero Bellum annonce sur la page Facebook de Psyclon Nine un nouvel album du groupe intitulé Order of the Shadow: Act 1,  prévu pour novembre 2013. Chris Vrenna de Marilyn Manson et Nine Inch Nails aidera à la production de quelques chansons sur l'album.
Après une longue pause, Psyclon Nine joue quatre ans plus tard aux États-Unis avec Dawn of Ashes. Rotny Ford et Jon Siren reviendront, accompagnés de Glitch Nix au synthétiseur, et Merritt Goodwin à la basse. Le 12 novembre 2013, Psyclon Nine publie Order of the Shadow: Act I au label Metropolis Records. L'album continue dans la lancée de la fusion black metal industriel de We the Fallen, mais est brièvement inspiré par le rock industriel. Toujours en 2013, le groupe annonce des dates pour leur tournée Hellions of Hollywood Tour.
En février 2014, le groupe publie la chanson Use Once and Destroy sur YouTube. Le 11 mars 2014, Psyclon Nine publie un album remix album intitulé Disorder : The Shadow Sessions, qui comprend des remixes de Order of the Shadow: Act I, de Falling Skies, Die Sektor, Alien Vampires, Dismantled, Misfit Toys, Modern Weapons, et de Life Cried.

### Derniers shows, pause et retour (depuis 2014)
Le groupe annonce une tournée européenne pour mai 2014.

## Controverses
Dans les interviews, le groupe déclare qu'ils sont souvent accusés de nazisme, en partie parce que leur nom est dérivé du Zyklon B, un pesticide surtout connu pour son utilisation par l'Allemagne nazie. En réponse à ses accusations, Nero déclare que « les gens qui pensent que nous sommes nazis sont des connards, et je ne souhaite pas qu'ils écoutent ma musique. » Pour ce qui est de leur antisémitisme supposé, le groupe a également fait observer que leur ancien membre, Eric Gottesman, est juif et que leur chanson "Requiem for the Christian Era" présente des paroles d'une prière en hébreu.

## Discographie
- 2003 : Divine Infekt
- 2005 : INRI
- 2006 : Crwn Thy Frnicatr
- 2009 : We the Fallen
- 2013 : Order of the Shadow: Act I
- 2018 : Icon of the Adversary

## Membres

### Membres actuels
- Nero Bellum – chant (depuis 1999)
- Rotny Ford – guitare et synthétiseurs (2006-2007, 2008-2014, depuis 2018)
- Dante Phœnix – guitare (2022)
- Jon Siren – batterie (2009-2014, depuis 2018)

### Anciens membres
- Raanen Bozzio – batterie (2015)
- Brent Ashley  – basse (2014)
- Kriz Dk – batterie (2014)
- Glitch NIX – claviers, synthétiseur (2013–2014)
- Merritt – basse (2012–2014)
- Vlixx – claviers, synthétiseur (2009)
- Abbey Nex – batterie, percussions (2005–2006), basse (2007–2009)
- Daniel Fox – batterie, percussions (2007–2008)
- VII – claviers, synthétiseur (2006–2008)
- Josef Heresy – synthétiseur (1999–2008), guitare (2006–2008)
- Eric Gottesman – synthétiseur (2000–2006), bass (2004–2006, 2007)
- Daniel Columbine – basse (2006)